# 16211 Samirsur
A 16211 Samirsur (ideiglenes jelöléssel 2000 CL83) a Naprendszer kisbolygóövében található aszteroida. A LINEAR projekt keretében fedezték fel 2000. február 4-én.